# Lipinia
Lipinia – rodzaj jaszczurek z podrodziny Sphenomorphinae w rodzinie scynkowatych (Scincidae).

## Zasięg występowania
Rodzaj obejmuje gatunki występujące w Azji Południowo-Wschodniej i na wyspach zachodniego i środkowego Oceanu Spokojnego.

## Systematyka

### Etymologia
Lipinia: J.E. Gray nie wyjaśnił etymologii nazwy rodzajowej.

### Podział systematyczny
Do rodzaju należą następujące gatunki: 

- Lipinia auriculata (Taylor, 1917)
- Lipinia cheesmanae (Parker, 1940)
- Lipinia inconspicua (Müller, 1894)
- Lipinia inexpectata Das & Austin, 2007
- Lipinia infralineolata (Günther, 1873)
- Lipinia leptosoma (Brown & Fehlmann, 1958)
- Lipinia longiceps (Boulenger, 1895)
- Lipinia macrotympanum (Stoliczka, 1873)
- Lipinia miangensis (Werner, 1910)
- Lipinia microcerca (Boettger, 1901)
- Lipinia nitens (Peters, 1871)
- Lipinia occidentalis Günther, 2000
- Lipinia pulchella (Gray, 1845)
- Lipinia quadrivittata (Peters, 1867)
- Lipinia rabori (Brown & Alcala, 1956)
- Lipinia relicta (Vinciguerra, 1892)
- Lipinia rouxi (Hediger, 1934)
- Lipinia sekayuensis Grismer, Ismail, Awang, Rizal & Ahmad, 2014
- Lipinia semperi (Peters, 1867)
- Lipinia septentrionalis Günther, 2000
- Lipinia subvittata (Günther, 1873)
- Lipinia surda (Boulenger, 1900)
- Lipinia trivittata Poyarkov, Geissler, Gorin, Dunayev, Hartmann & Suwannapoom, 2019
- Lipinia vassilievi Poyarkov, Geissler, Gorin, Dunayev, Hartmann & Suwannapoom, 2019
- Lipinia vittigera (Boulenger, 1894)
- Lipinia vulcania Girard, 1858
- Lipinia zamboangensis (Brown & Alcala, 1963)